# Sheila Tinney
Sheila Tinney   (Galway, 15 de gener de 1918 - Dublín, 27 de març de 2010), de soltera Sheila Power, va ser una matemàtica i física teòrica irlandesa.

## Vida i obra
Tinney va heretar de la seva mare, una bona pianista que va morir quan ella només tenia dotze anys, la passió per la música i de la seva mare, que era professor de matemàtiques al University College de Galway, els coneixements de matemàtiques. Va estudiar al col·legi dels dominics primer a Galway i després a Cabra (Dublín), acabant el 1935 amb menció honorífica en matemàtiques. El 1938 es va graduar en matemàtiques al University College Dublin i, a continuació, va anar a la universitat d'Edimburg per a fer el doctorat sota la direcció de Max Born qui s'havia refugiat a Escòcia fugint dels nazis. El 1941 va obtenir el doctorat, essent la primera dona irlandesa en obtenir aquesta titulació.
El 1952 es va casar amb Sean Tinney i a partir d'aquesta data va deixar d'utilitzar el seu cognom de soltera, Power.
A partir de 1941 va ser professora del University College Dublin, participant també en les activitats docents de l'Institut d'Estudis Avançats de Dublín, excepte el curs 1948-49 que va estar a l'Institut d'Estudis Avançats de Princeton. Es va jubilar el 1979 i la seva salut es va començar a deteriorar a partir de 1994 quan va ser diagnosticada de malaltia d'Alzheimer. Va passar els últims deu anys de la seva vida en una residència.
El 1949 va ser una de les primeres quatre dones que van ingressar a la Reial Acadèmia d'Irlanda, juntament amb la historiadora Françoise Henry, la lexicògrafa Eleanor Knott i la botànica Phyllis Clinch. Els seus treballs més notables van ser en el camp de la física quàntica.